# Bastutjärnen (Burträsks socken, Västerbotten)
Bastutjärnen är en sjö i Skellefteå kommun i Västerbotten och ingår i Sävaråns huvudavrinningsområde.